# Distretto di Vásárosnamény
Il distretto di Vásárosnamény (in ungherese Vásárosnaményi járás) è un distretto dell'Ungheria, situato nella provincia di Szabolcs-Szatmár-Bereg.